# Щербаков, Александр Дмитриевич
Александр Дмитриевич Щербаков (21 октября 1927— 13 мая 1980) — советский скульптор, заслуженный художник РСФСР (1976).

## Биография
Родился 21 октября 1927 года в деревне Быково Рязанской области. Окончил Московское высшее художественно-промышленное училище (б. Строгановское) (1945—1953). Учился у Г.И. Мотовилова и С.Л. Рабиновича. Работал в станковой и монументальной скульптуре. Участник художественных выставок с 1954 года.  Член Союза художников СССР (1957). Заслуженный художник РСФСР.

## Известные работы
- 1970 — Памятник воинам-кузбассовцам, погибшим в годы Великой Отечественной войны (Кемерово; архитектор Н. А. Ковальчук)[4][5].
- 1977 — Обелиск «Городу-Герою Москве» (Москва; архитекторы Г. А. Захаров, З. С. Чернышёва).
- 1977 — памятник-бюст И. В. Курчатову (Сим; архитектор Г. А. Захаров)[6]
- 1979 — памятник воинам-томичам, погибшим в годы Великой Отечественной войны 1941—1945 гг (Томск; в соавторстве с О. С. Кирюхиным; архитекторы Г. А. Захаров, Н. К. Яковлев).
- 1979 — «Чапаев» (Чебоксары; собрание Чувашского государственного художественного музея)[1].
- 1980 — Монумент Воинской Славы (Чебоксары; архитектор Г. А. Захаров).
- 1987 — Памятник Ф. Э. Дзержинскому (Таганрог; архитектор П.В. Бондаренко)[7].